# Vikers kyrka
Vikers kyrka är en kyrkobyggnad i Nora bergslagsförsamling i Västerås stift.

## Kyrkobyggnaden
Redan 1807 kom första förslaget att bygga en kyrka på platsen. 1857 togs förslaget upp på nytt och 1864 beslöt man att bilda Vikers kapellag. Sjön Vikern fick ge namn åt kyrkan som färdigställdes sju år senare. 6 september 1871 invigdes Vikers kyrka av prosten Oskar Bohm i Nora.
Kyrkan i nygotisk stil är byggd av slaggsten och vitputsad. Den består av långhus med ett tresidigt kor i öster. Vid norra och södra sidan finns korsarmar och vid västra sidan ett kyrktorn.
1932 flyttades sakristian till norra korsarmen från att tidigare ha legat bakom altaret i öster. 1935 tillkom korfönstret med tre bibliska motiv utförda av Margit Hagenfeldt-Engdahl.

## Inventarier
- På västra väggen hänger två målningar utförda 1959 av Endel Köks.
- Predikstolen, altaret, altarringen, psalmnummertavlorna, läktaren och orgelfasaden tillkom samtidigt med kyrkan.
- I tornet hänger två klockor som är gjutna 1871 av Bergholtz klockgjuteri.

### Orgel
- 1871 byggde E. A. Setterquist & Son, Örebro, en orgel. Avsyning skedde lördagen 12 augusti. Den skulle invigas söndagen 3 september 1871. Ytterligare tre stämmor skulle byggas till orgeln.[1]
- 1960 byggde E. A. Setterquist & Son Eftr., Örebro, en orgel som har 16 stämmor fördelat på två manualer och pedal. Fasaden är från 1871 års orgel.[2]